# خرمال آسي الورق
خرمال آسي الورق (الاسم العلمي: diospyros myrtifolia) هو نوع من النباتات يتبع جنس الخرمال من الفصيلة الأبنوسية.